# It's Nothing Personal
It's Nothing Personal é o quinto álbum de estúdio da banda de metalcore Bury Your Dead, lançado em 26 de maio de 2009 através da Victory Records. O álbum chegou a posição 142 no Billboard 200.

## Faixas
1. "Hurting Not Helping" – 4:10
2. "Without You" – 4:38
3. "Broken Body" – 4:30
4. "The Great Demonizer" – 3:48
5. "Dead End Lovesong" – 4:42
6. "Swan Song" – 3:59
7. "Lakota" – 3:01
8. "The Forgotten" (com Frankie Palmeri do Emmure) – 4:21
9. "Lion's Den" – 4:28
10. "Legacy of Ashes" – 4:27
11. "Closed Eyes" – 4:50
12. "Enough" – 1:32

## Créditos
- Myke Terry – vocal
- Brendan "Slim" MacDonald – guitarra
- Chris Towning – guitarra
- Aaron "Bubble" Patrick – baixo
- Mark Castillo – bateria, percussão